# Sifiso Hlanti
Sifiso Hlanti, né le 1er mai 1990 à Durban, est un footballeur international sud-africain. Il évolue actuellement à Bidvest Wits.

## Biographie

### En club
Formé à Majuba United Killers, il commence sa carrière professionnelle à Golden Arrows en 2011. Il joue son premier match le 13 août en Premier Soccer League face à Bloemfontein Celtic (défaite 3-0). Jouant peu, il quitte le club en fin de saison.
Il s'engage avec Thanda Royal Zulu en National First Division pour avoir du temps de jeu. Il joue son premier match le 6 octobre 2012 lors d'un match nul 1-1 face au Blackburn Rovers. Il marque son premier but le 8 décembre face à Ubuntu Cape Town (victoire 2-1).
À l'été 2013, il retrouve l'élite puisqu'il rejoint AmaZulu. Il fait ses débuts le 6 novembre face à Polokwane City (1-1). 
En janvier 2016, il est prêté six mois à Bidvest Wits. Il marque dès ses débuts, le 6 février, face à son ancien club Golden Arrows (victoire 1-0). À l'issue de ce prêt il s'engage définitivement avec le club. Il remporte la Premier Soccer League et la MTN 8 pour sa première saison. En 2017-2018, il remporte le Telkom Knockout.

### En sélection
Il honore sa première sélection en équipe d'Afrique du Sud le 29 mars 2016, lors des qualifications à la Coupe d'Afrique des nations 2017 contre le Cameroun (0-0). 
Il participe ensuite à la Coupe d'Afrique des nations 2019.

## Palmarès

### En club
- Premier Soccer League
  - Champion : 2016-2017
  - Vice-champion : 2015-2016[13]
- Telkom Knockout
  - Vainqueur : 2017
- MTN 8
  - Vainqueur : 2016